# ام‌وی رمزی
ام‌وی رمزی (به انگلیسی: MV Ramsey) یک کشتی است که طول آن ۱۵۵ فوت ۸ اینچ (۴۷٫۴۵ متر) می‌باشد. این کشتی در سال ۱۹۶۴ ساخته شد.